# Pessimum der Völkerwanderungszeit
Als Pessimum der Völkerwanderungszeit oder frühmittelalterliches Pessimum (englisch Migration era pessimum, Vandal minimum oder Dark ages cold period) werden in verschiedenen Periodisierungen der Klimageschichte klimatische Verhältnisse in Zeiträumen bezeichnet, deren Beginn im Bereich 250–450 n. Chr. und deren Ende meist bei etwa 750 n. Chr. angesetzt wird.
Räumlich sind damit in der Regel die Klimaverhältnisse des Mittelmeerraums und Europas, gelegentlich auch Asiens, des Nordatlantikraums oder anderer Teile der Welt gemeint. Die Bezeichnung nimmt Bezug auf die sogenannte Völkerwanderungszeit, die größtenteils in diese Zeiträume fällt. Häufig wird ein Zusammenhang zwischen den tendenziell wechselhaften oder kühlen klimatischen Bedingungen und geschichtlichen Prozessen jener Zeit, wie Migrationsbewegungen, Kriegszügen, dem Ende der Antike (Spätantike) und Beginn des Frühmittelalters sowie dem Untergang bzw. der Transformation des Römischen Reiches im Westen, hergestellt.

## Begriff und Forschungsgeschichte
Beginnend in den 1960er Jahren, in der Frühzeit der Historischen Klimatologie, schlugen Pioniere dieses Zweiges, wie Hubert Lamb oder Emmanuel Le Roy Ladurie, Periodisierungen der Klimageschichte vor, die sie mit Epochen der traditionellen europäischen Geschichtsschreibung in Verbindung brachten.
Der Klimatologe Christian-Dietrich Schönwiese entwarf 1979, unter Rückgriff auf Arbeiten von Hubert Lamb und Hermann Flohn, eine solche Periodisierung der Klimageschichte des Holozäns. Darin kennzeichnete er mit dem Begriff „Pessimum der Völkerwanderungszeit“ eine Epoche von 450 bis 700 n. Chr. als niederschlagsreich und kühl, mit verbreiteten Gletschervorstößen. Er zog Parallelen zur sogenannten Völkerwanderung, Kriegszügen und der Einnahme Roms 410. Schönwiese wies ausdrücklich darauf hin, dass der Begriff „Pessimum“ nicht im Sinn „global schlechterer Klimabedingungen“ bzw. als in einem normativen Sinn „schlecht“ fehlinterpretiert werden dürfe. In der Periodisierung, wie sie bei Schönwiese zu finden ist, ging ein Optimum der Römerzeit dem Pessimum der Völkerwanderungszeit voraus. Es folgte eine mittelalterliche Warmzeit.
Im Zusammenhang mit einem Klimapessimum in der Spätantike und dem Frühmittelalter werden häufig Arbeiten Lambs aus den Jahren 1982 und 1995 zitiert. Lamb kombinierte Indizien, die von damals schon vorhandenen Klimaproxys geliefert wurden, und leitete daraus ab, dass allgemein eher kühle und unstete Klimabedingungen vor allem in Europa geherrscht haben müssten, die er grob in den Zeitraum 400–900 einordnete. Er wies, wie vor ihm schon Edward Gibbon im 18. Jahrhundert oder Ellsworth Huntington und Eduard Brückner zu Beginn des 20. Jahrhunderts, auf Anzeichen für Dürren in asiatischen Steppengebieten hin, die eine Ursache für die Migration von als „Hunnen“ bezeichneten nomadischen Gruppen Richtung Westen gewesen sein könnten.
Anfänglich waren primär historische Dokumente Grundlage der Diskussionen über Klimaschwankungen und deren Folgen für das römische Reich. Seit Ende des 20. Jahrhunderts sind zunehmend paläoklimatologische Rekonstruktionen erstellt worden, die einen genaueren Aufschluss des Klimas in der Zeit geben. Die Untersuchung der Rolle von Klimaschwankungen in Zusammenhang mit dem Ende des römischen Reiches hat in den letzten Jahren einen Aufschwung genommen, wobei Arbeiten aus dem naturwissenschaftlichen Bereich die geschichtswissenschaftlichen klar überwiegen.
Dennoch sind die Verhältnisse, im Vergleich zum Zeitraum ab ca. 800, relativ ungenau verstanden. Eine 2017 veröffentlichte Auswertung von 114 Arbeiten, die auf den englischen Begriff Dark Ages (Cold) Period zurückgreifen, ergab ein heterogenes Bild: Zwar befasste sich etwas mehr als die Hälfte mit kühlerem Klima, andere charakterisierten mit dem Begriff auch feuchtere oder trockenere Bedingungen, Windverhältnisse, sonstige Umweltänderungen, in Einzelfällen zum Beispiel auch Gletschervorstöße oder höhere Temperaturen. Die untersuchten Zeiträume reichten vom 1. Jahrhundert v. Chr. bis in das 11. Jahrhundert n. Chr., mit einem Kernzeitraum zwischen ca. 400 und 800. Eine einheitliche, klar definierte Bedeutung hat sich bislang nicht etabliert.
Der Historiker John Haldon und andere merkten 2018 an, dass eine derartige Einteilung der Klimageschichte und ihrer Folgen zwar rhetorischen Wert habe, aber der Komplexität des vorliegenden Materials nicht gerecht werde. Eine solche Epochenbildung werde in der Forschung allmählich aufgegeben.

## Klimatische Verhältnisse

### Global und Nordhemisphäre

Der rekonstruierte globale Temperaturverlauf der letzten zweitausend Jahre gibt keine Hinweise auf ein weltweit zeitgleiches, mindestens mehrere Jahrzehnte anhaltendes Klimapessimum in der Spätantike oder dem Frühmittelalter.

Vor etwa 5000 Jahren begann, besonders in den mittleren und hohen Breiten der nördlichen Hemisphäre, ein langfristiger Abkühlungstrend von etwas mehr als 0,1 °C pro Jahrtausend, der bis in das 19. Jahrhundert anhielt und durch die gegenwärtige anthropogene globale Erwärmung beendet wurde. Ursache des Abkühlungstrends sind Änderungen der Erdbewegung relativ zur Sonne („orbitaler Strahlungsantrieb“, siehe Milanković-Zyklen), die zu verminderter Sonneneinstrahlung im Norden geführt haben. Wachsende Schnee- und Eisbedeckung sowie Änderungen der Vegetation lassen durch Rückkopplungen, wie etwa eine Eis-Albedo-Rückkopplung, den langfristigen Abkühlungstrend besonders im Norden sichtbar werden. Schwankungen der Sonnenaktivität und Vulkaneruptionen, die das Klima vorübergehend kühlen, sowie interne Variabilität des Klimasystems überlagern diesen langfristigen Trend und führen zu regional unterschiedlich ausgeprägten Klimaschwankungen im Zeitraum von Jahren und Jahrzehnten.
Die spärlich vorhandenen globalen Rekonstruktionen lassen zwar auf eine Störung der relativ  warmen Verhältnisse vom Ende des 5. Jahrhunderts n. Chr. bis ca. 700 n. Chr. schließen, eine klar ausgeprägt kühlere Periode ist global aber nicht erkennbar. Eine Rekonstruktion der Temperaturen der letzten 2000 Jahre nördlich 30°N zeigt eine kühlere Periode im Zeitraum 300–800 n. Chr., die Abkühlung reicht aber nicht an die der Kleinen Eiszeit im 17. Jahrhundert heran. Über das Ausmaß der Schwankungen gibt es beträchtliche Unsicherheit.
Das Pessimum wurde mit dem Bond-Ereignis 1 vor etwa 1400 Jahren in Verbindung gebracht. Zu dieser Zeit transportierten im Nordatlantik Eisberge vermehrt Gesteinsmaterial nach Süden, das in Sedimenten des Ozeanbodens nachgewiesen werden konnte.

### Europa und Mittelmeerraum

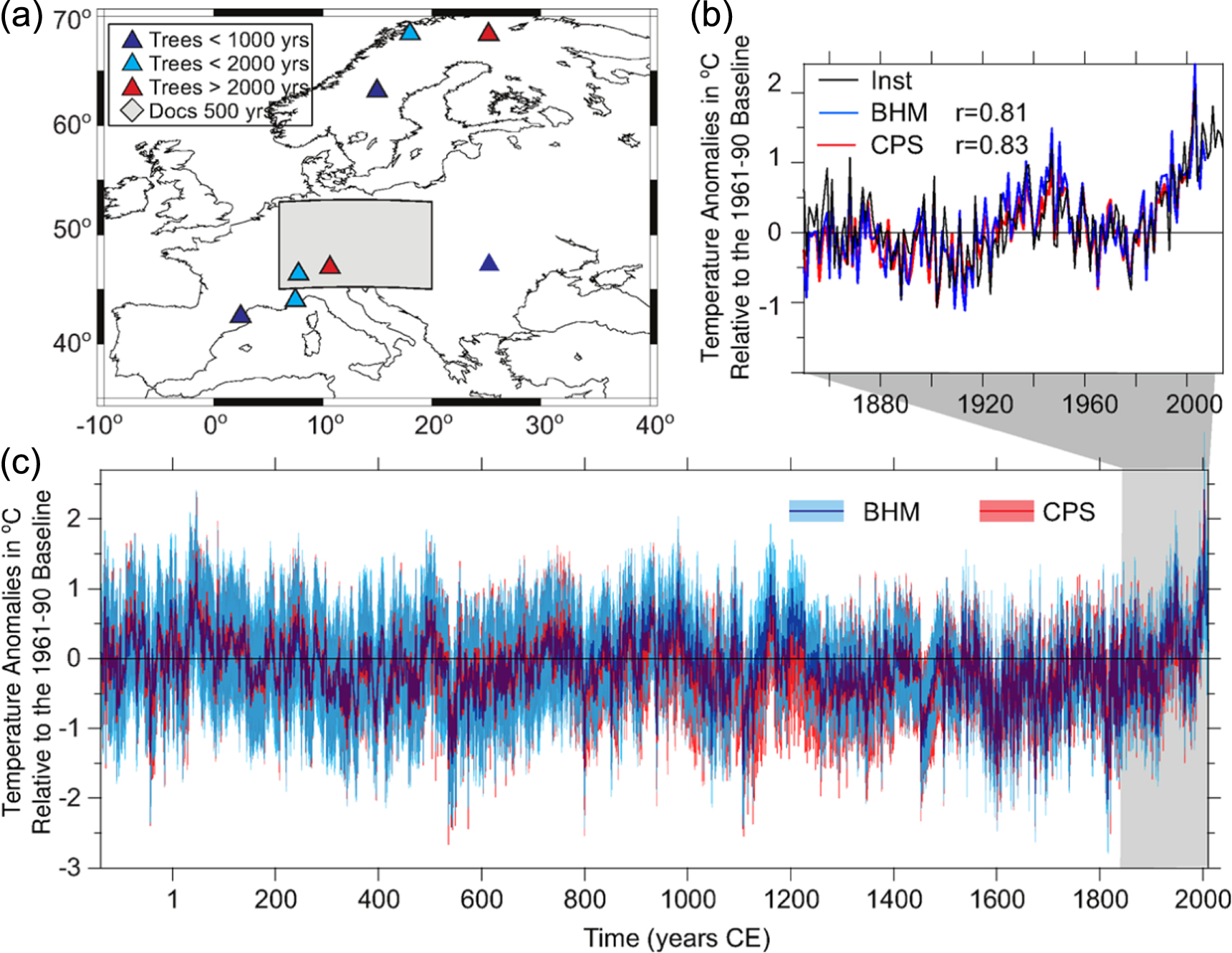
Anomalien der Sommertemperaturen in Europa, 138 v. Chr. – 2003 n. Chr.

In Europa lässt sich eine Periode tendenziell kühlerer Sommertemperaturen zwischen dem 4. und 7. Jahrhundert rekonstruieren. Kalte Frühjahrs- und Sommertemperaturen sind in den auf 536 folgenden Jahrzehnten deutlich ausgeprägt (siehe Abschnitt #Late Antique Little Ice Age). Um 800 gab es noch einmal über mehrere Jahrzehnte kühle Frühlinge und Sommer. Insgesamt wurde das Klima feuchter, die Winter wurden kühler. In Nord-, West- und Mitteleuropa sowie im nördlichen Mittelmeergebiet war auch die kalte Jahreszeit mit mehr Feuchtigkeit verbunden. Die Gletscher wuchsen im 5. Jahrhundert. Der Untere Grindelwaldgletscher und andere Schweizer Gletscher erreichten Ausmaße wie später am Ende der Kleinen Eiszeit. Die Römerstraße durch das Val de Bagnes wurde unpassierbar. Das Vorrücken der Gletscher dauerte bis in das 8. Jahrhundert an.
Für das westliche und mittlere Europa – in etwa das Gebiet des heutigen Nordfrankreichs, Deutschlands und der britischen Inseln – zeigte eine Synthese verschiedener Klimaproxys zwischen den Jahren 250 und 470 eine Tendenz zu niedrigeren Sommertemperaturen und zwischen 650 und 800 eine gegenläufige Tendenz. Für die Wintertemperaturen waren die Ergebnisse widersprüchlich. Die Rekonstruktion aus Proxies, die Ganzjahrestemperaturen anzeigen, stimmte eher mit der der Sommertemperaturen überein, wobei aber erheblich Unsicherheiten in der Datierung bestanden. Ein klares Signal des Late Antique Little Ice Age war ebenso wenig erkennbar wie ein einheitlicher Trend in den jährlichen Niederschlägen. Im 6. Jahrhundert traten in Zentraleuropa trockenere Bedingungen ein.
In den Regionen rund um das Mittelmeer entwickelte sich das Klima sehr uneinheitlich. Für die iberische Halbinsel deutet eine Rekonstruktion anhand von Speleothemen auf steigende Temperaturen im 6. und 8. Jahrhundert hin, während die Häufigkeit und Zusammensetzung von Goldalgen in einem in den Pyrenäen gelegenen See eher kalte Winter zwischen 500 und 900 anzeigt. Nach 500 scheint es im Norden Iberiens und Italiens feuchter geworden zu sein. Der Süden der iberischen und italienischen Halbinseln, der Norden Griechenlands und der Balkan erfuhren einen entgegengesetzten Wechsel von feuchten zu trockeneren Bedingungen. Für den Südwesten Anatoliens gibt es Indizien für überwiegend warme Winter im 4.–5. Jahrhundert und in der ersten Hälfte des 7. Jahrhunderts, für das Zentrum Anatoliens hingegen eher bis zum 3. und wieder im 9. Jahrhundert. In Anatolien und der nördliche Levante herrschten zum Ende des 4. und Beginn des 5. Jahrhunderts sowie kurzzeitig im 8. Jahrhundert wahrscheinlich trockene Bedingungen, in der südlichen Levante war der Zeitraum 450–550 recht feucht, danach gab es einen Trend zu mehr Trockenheit.

### Late Antique Little Ice Age
Ab etwa 536 sind in Temperaturrekonstruktionen der Nordhalbkugel der Erde und auch global ungewöhnlich kalte Temperaturen erkennbar. Etwa Mitte des 6. Jahrhunderts endete dieser deutliche Kälteeinbruch. Ursache waren sehr wahrscheinlich mehrere Vulkanausbrüche (→ Klimaanomalie 536–550).
Für den eurasischen Raum identifizierte eine Gruppe von Wissenschaftlern um den Klimahistoriker Ulf Büntgen 2016 anhand einer Baumringreihe aus dem Altai, die sie mit einer aus den europäischen Alpen und weiteren Indizien kombinierte, eine längere kühle Epoche, von 535 bis etwa 660 n. Chr. Sie tauften diese Epoche „Kleine Eiszeit der Spätantike“ (englisch Late Antique Little Ice Age, LALIA). Mit der so definierten klimatischen Periode strebte die Gruppe an, das vage Konzept einer Dark Ages Cold Period zu schärfen und statt der wertgeladenen Bezeichnung „Dunkle Jahrhunderte“ eine möglichst wertfreie Bezeichnung zu etablieren. Mehrere seit 2012 veröffentlichte Arbeiten deuten darauf hin, dass die vulkanischen Eruptionen um 540 durch Rückkopplungseffekte, wie der Eis-Albedo-Rückkopplung, zu mehrere Jahrzehnte anhaltenden besonders kühlen Klimaverhältnissen wesentlich beigetragen haben könnten.
Die Gruppe erwähnte gesellschaftliche Ereignisse und Prozesse im Europa und Asien der Zeit, für die sie einen klimatischen Einfluss für möglich hielten, war sich aber mit Kritikern einig, dass hier reduktionistische und deterministische Fallstricke lauern.

### Ursachen
Neben der vulkanischen Aktivität, besonders in den Jahren 535 und 536, trug möglicherweise eine etwas schwächere Einstrahlung der Sonne zwischen 400 und 700 zu Klimaschwankungen bei. Rekonstruktionen der Sonnenaktivität deuten auf ein ausgeprägtes Minimum im 7. Jahrhundert hin.
Änderungen der Nordatlantischen Oszillation (NAO) Änderungen von 164 bis 180, um 400 und von 500 bis 600 n. Chr. könnten zudem vermehrt Dürren an der Peripherie des Römischen Reiches hervorgerufen haben. Die vorhandenen Rekonstruktionen der NAO liefern aber kein einheitliches Bild.

## Historische Berichte
Wein und Getreide gediehen in nördlichen Gebieten und in Höhenlagen nicht mehr gut. Missernten und die Anfälligkeit für Krankheiten, die Säuglingssterblichkeit und die Sterberate von Kleinkindern und alten Menschen nahmen zu. Stürme und Überflutungen führten zu Landverlusten an der Nordseeküste und in Südengland. In Italien kam es im 6. Jahrhundert zu vielen Überflutungen.
Der Bischof Gregor von Tours berichtet aus den 580er-Jahren aus dem Frankenreich von ständigen starken Regenfällen, Gewittern, Überschwemmungen, Hungersnöten, Missernten und späten Kälteeinbrüchen, denen Vögel zum Opfer fielen. In Norwegen wurden im 6. Jahrhundert 40 % der Höfe verlassen. Der französische Historiker Pierre Riché gibt für die Zeit von 793 bis 880 13 Jahre mit Hungersnöten und Überschwemmungen sowie neun Jahre mit extrem kalten Wintern und Seuchen an.

## Folgen

Aufstieg und Niedergang des Römischen Reiches. Das Einsetzen des Pessimums wird oft zwischen 250 und 450 n. Chr. datiert (GIF-Animation der Territorien der Jahre 510 v. Chr. bis 530 n. Chr.)
Römische Republik (509 v. Chr. bis 27 v. Chr.)
Römische Kaiserzeit (27 v. Chr. bis 395)
Weströmisches Reich (395 bis 476/480)
Oströmisches Reich (395 bis 1453)

In die vorgeschlagenen Zeiträume eines Klimapessimums fallen Migrationsbewegungen und Kriegszüge von etwa 375/76 bis 568 n. Chr., die oft als „Völkerwanderung“ bezeichnet werden (in der modernen historischen und archäologischen Forschung gilt die Vorstellung von „wandernden Völkern“ als widerlegt) und das Ende bzw. die Transformation des Weströmischen Reichs einhergehend mit einer demografischen Krise. Im 6. Jahrhundert ging die Bevölkerungszahl der Gebiete, die vorher zum Weströmischen Reich gehört hatten, zurück. Neben Kriegen zählten Missernten und Seuchen zu den Ursachen. Viele Dörfer wurden aufgegeben, ehemals genutzte Flächen bewaldeten wieder. Durch Pollenanalyse lässt sich ein allgemeiner Rückgang der Landwirtschaft feststellen. Neue, im 7. Jahrhundert angelegte Siedlungen weisen eine neue Siedlungsstruktur auf und belegen einen Kulturbruch.

Rekonstruktion menschlicher Körpergröße vom 1. bis in das 18. Jh.

Für die einfache Bevölkerung muss diese Phase nicht durchweg mit schlechteren Lebensbedingungen verbunden gewesen sein. Zum Beispiel spricht eine Zunahme der Körpergröße bis in das 6. Jahrhundert für eine bessere Proteinversorgung in Nord- und Zentraleuropa. Die regionalen Auswirkungen waren dabei jedoch stark unterschiedlich ausgeprägt. So konnte für die Oderregion eine nahezu vollständige Entsiedlung ab der Mitte des 6. bis einschließlich des 7. Jahrhunderts festgestellt werden, die dort mit allgemein schwierig zu bearbeitenden Ackerstandorten und dem stark kontinental ausgeprägten Klimaverhältnissen mit besonders drastischen Klimafluktuationen in Verbindung stand. Dahingegen ist in den ehemals römischen Grenzregionen unmittelbar nordöstlich des Limes, z. B. am mittleren Main, eine deutliche Bevölkerungszunahme durch phasenweise Immigration in demselben Zeitraum anhand der Zunahme entsprechender archäologischer Befunde dokumentiert.
Einige Klimaforscher und Historiker sehen die Klimaverhältnisse als einen möglichen partiellen Einflussfaktor bei den geschichtlichen Ereignissen und Prozessen jener Zeit an. Verschiedene Wege eines Einflusses sind vorgeschlagen worden:
- Verwundbarkeit der agrarisch geprägten Gesellschaften gegenüber Klimaschwankungen,
- das Auftreten und eine größere Verbreitung von Seuchen,
- klimainduzierte Wanderungsbewegungen.

Die geringe zeitliche Auflösung und räumliche Abdeckung besonders der hydrologischen Rekonstruktionen erschwert es, Klimaverhältnisse als Erklärung für das geschichtliche Geschehen heranzuziehen. Die über größere Regionen und Zeiträume wahrscheinlich gegenläufigen Klimaänderungen im Römischen Reich lassen kaum Generalisierungen zu.

### Landwirtschaft
Henry Diaz und Valerie Trouet weisen auf eine möglicherweise starke Variabilität des Klimas zwischen 250 und 550 n. Chr. hin. Klimarekonstruktionen aus Baumringen im Gebiet des heutigen Deutschlands, Frankreichs und der österreichischen Alpen lassen starke hydroklimatische Schwankungen im Zeitraum von Jahrzehnten erkennen. Solchen raschen Schwankungen konnten die Gesellschaften nur schwer mit sozialen und technischen Innovationen begegnen. Die damals verbreiteten Getreidearten Weizen und Gerste waren anfällig für Dürren. Zudem waren sie vom Anbau von Oliven und Wein auf weniger ertragreiche Böden verdrängt worden. Insgesamt könnten Schwankungen der Regenmengen und anderer Faktoren die landwirtschaftliche Produktivität stark beeinträchtigt haben.
Ab 300 n. Chr. nahm der Anbau von Roggen in den ehemaligen römischen Provinzen Galliens und Norditaliens zu. Als Erklärung wurden oft Klimaveränderungen angeführt. Zwar ist Roggen kälte- und dürresistenter, sein Anbau verbesserte die Resilienz der in poströmischer Zeit zunehmend Subsistenz-Anbau betreibenden Bauern. Jedoch passen die Muster der Ausbreitung des Roggenanbaus nicht gut zu denen der bekannten Klimaschwankungen. In Summe wichtiger waren andere Faktoren, so der Umwelthistoriker Paolo Squatriti: die einfache Handhabung des Roggen, die frühere Ernte, geringere Ansprüche an Böden und die Vielseitigkeit seines Mehls in der Küche.

### Seuchen
Der Wechsel zwischen trockenen und sehr feuchten Dekaden könnte, in Verbindung mit Entwaldung und der Erschließung von Sümpfen, die Verbreitung von Malaria begünstigt haben. Die Krankheit trat gehäuft in der Erntezeit im Spätsommer und Frühherbst auf. Erkrankten gehäuft Landarbeiter, verringerte dies die landwirtschaftliche Produktivität zusätzlich.
Die Lepra breitete sich in dieser Zeit in Mitteleuropa aus. Kühleres, feuchteres Klima kann dazu führen, dass Menschen sich eher mit Krankheiten anstecken, die durch Tröpfcheninfektion übertragen werden. zu diesen Krankheiten gehören Tuberkulose, Lepra und Pocken. Ein historisch signifikanter Zusammenhang gilt aber nicht als gut gesichert.
Der US-amerikanische Historiker Kyle Harper stellte Zusammenhänge zwischen der Antoninischen Pest (165–180), der Cyprianischen Pest (250–271) – beides wahrscheinlich Pockenausbrüche – und besonders der Justinianischen Pest (wahrscheinlich Lungenpest), Klimaschwankungen und den geschichtlichen Entwicklungen her. Die Justinianische Pest erreichte von Nordostafrika her im Jahr 541 den ägyptischen Küstenort Pelusium und ein Jahr später Konstantinopel, wenige Jahre nach den Vulkanausbrüchen in der zweiten Hälfte der 530er Jahre. Kühles, feuchtes Klima des Late Antique Little Ice Age könnte die Ausbreitung von Rattenflöhen, Überträger der Pest, und Ratten ermöglicht haben. Diese Pandemien könnte nicht nur zum  Ausfall von Arbeitskräften und zu Wirtschaftsrückgängen geführt, sondern auch das römische Militär wesentlich geschwächt haben.

### Einfluss auf Migration
Schon Edward Gibbon sah in seinem 1776–1789 veröffentlichten einflussreichen, aber als überholt geltenden Geschichtswerk The History of the Decline and Fall of the Roman Empire Klimaänderungen als Mitauslöser von Migration in Richtung der römischen Grenzen. Der deutsche Geograf und Klimatologe Eduard Brückner vermutete, nachdem er in Zentralasien Indizien für eine Trockenperiode im 3. Jh. gefunden hatte, in den 1910er Jahren, dass diese eine Migrationsbewegung Richtung Europa verursacht haben könnte. Anhaltende Dürren werden nach wie vor als mögliche Gründe für die Vorstöße von Hunnen Richtung Europa diskutiert. Diese nomadisch in zentralasiatischen Steppenregionen lebenden Gruppen waren wahrscheinlich verwundbar gegenüber langanhaltenden Dürren und könnten von fruchtbareren Weiden im Westen angezogen worden sein. Auch Kälteeinbrüche und damit verbundene Hungersnöte könnten zu der Migration beigetragen haben.
Allerdings zog sich die Völkerwanderung über zwei Jahrhunderte hin und begann zur Zeit eines klimatischen Optimums. Der Schweizer Klimatologe Heinz Wanner nennt, unter Rückgriff auf die Terminologie des Push-Pull-Modells der Migration, als möglichen zusätzlichen Push-Faktor Bevölkerungsdruck, zu dem zunächst klimatisch günstige Phasen beigetragen haben könnten, oder als möglichen Pull-Faktor die Kunde von günstigeren Klima- und Lebensbedingungen andernorts. Ob Klimaveränderungen entscheidend für die massiven Wanderungen verschiedener Völkergruppen waren, lasse sich nicht schlüssig beantworten.

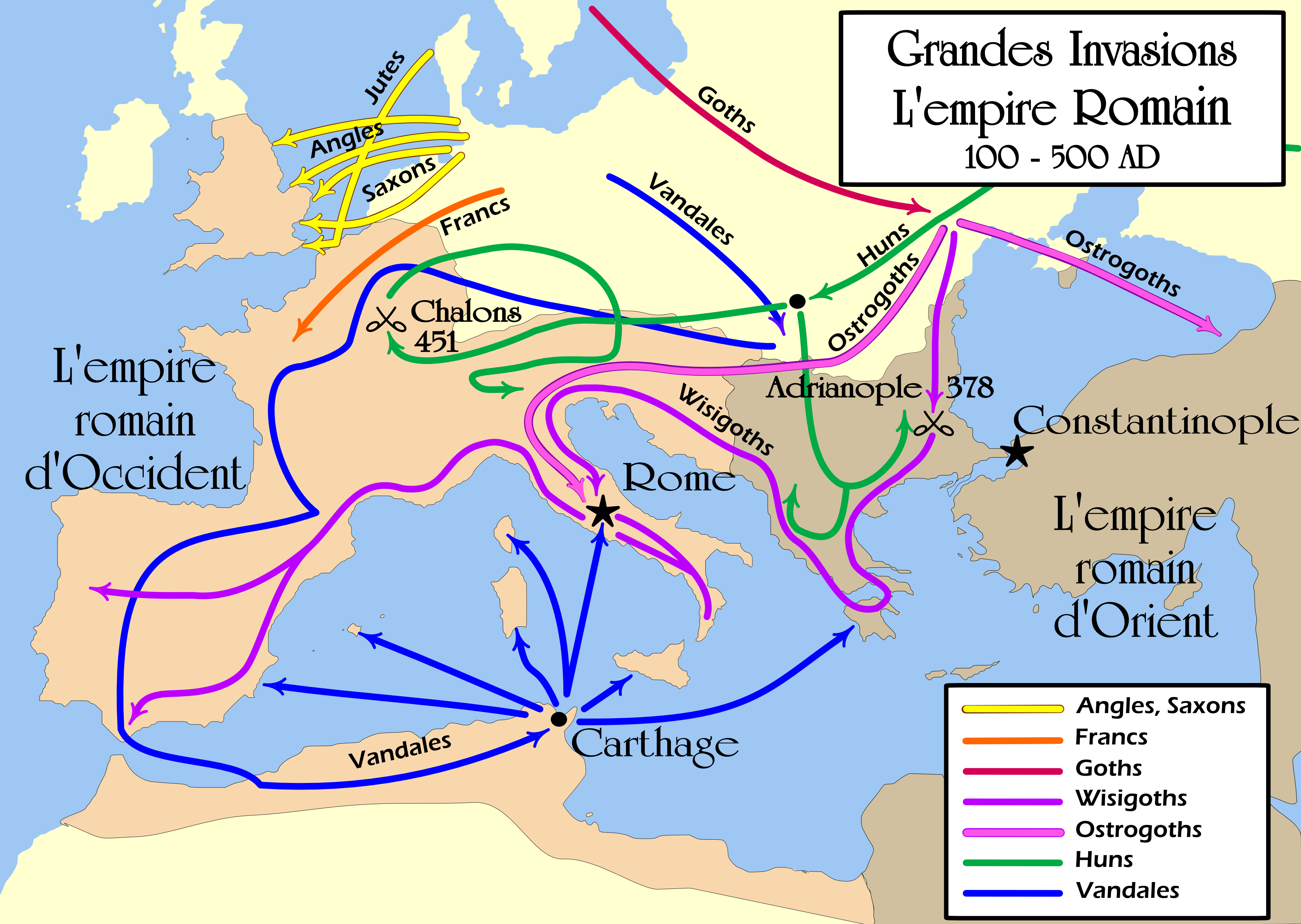
Karte der ungefähren Bevölkerungsbewegungen im 4. und 5. Jahrhundert n. Chr. und den zugehörigen Gruppen und Ethnien.